# Epitaph Records
Epitaph Records é uma gravadora independente dos Estados Unidos fundada em Hollywood, Califórnia e dirigida por Brett Gurewitz, guitarrista da banda Bad Religion.
Contabilizando 6 albums de ouro e 2 de platina (And Out Come The Wolves, de Rancid e Smash, 6 vezes platina de The Offspring) pela Recording Industry Association of America, a Epitaph é mundialmente considerada uma das maiores editoras discográficas independentes.

## História
A editora foi criada originalmente na década de 1980, apenas para vender gravações dos Bad Religion, mas evoluiu para uma gravadora independente. Gurewitz tomou o nome da canção do King Crimson, de mesmo nome.
Através da década de 1980 e 1990 a maioria das bandas da gravadora era de punk rock, enquanto atualmente o gênero mais atendido é o rock alternativo. Alguns artistas que assinaram contrato incluem o próprio Bad Religion, Pennywise, L7, The Offspring, Rancid e NOFX.
Em 1987 a Epitaph lançou sua primeira gravação como uma gravadora, o álbum homônimo da banda L7, distribuído pelo selo Chameleon. O primeiro álbum tanto lançado quanto distribuído foi Suffer, do Bad Religion.
Em 1994 a gravadora recebeu maior fama, principalmente na cena punk, quando bandas como NOFX, Rancid e The Offspring lançaram gravações de sucesso. O Rancid apareceu no Saturday Night Live no ano seguinte. The Offspring trocou a gravadora pela Columbia Records, após uma disputa de contrato.
Em 2003 a Epitaph gerou controvérsia entre seus fãs ao assinar com artistas de rap como Atmosphere e Sage Francis, além da banda de heavy metal The Locust, levando à debates sobre a real natureza da música punk.
Apesar da banda Bad Religion ter fundado a gravadora e ter lançado suas primeiras gravações pela Epitaph, em 1994 eles mudaram para a Atlantic Records, lançando então o álbum Stranger than Fiction. Pouco depois Gurewitz deixou a banda, o que levou à rumores sobre possíveis conflitos na mudança de gravadora. Após uma substituição de guitarrista, em 2001 Brett voltou a banda, e a banda retornou à Epitaph, lançando The Process of Belief no ano seguinte.

## Artistas
- A Day To Remember
- Alkaline Trio
- Architects
- Avion Roe
- Bad Religion
- Bring Me the Horizon
- Color Film
- Converge
- Cover Your Tracks
- Culture Abuse
- Defeater
- Desaparecidos
- Descendents
- Dropkick Murphys
- Escape The Fate
- Every Time I DIe
- Falling In Reverse
- Frank Turner
- The Gost Inside
- Hunny
- I Killed The Prom Queen
- Jamie T
- Joe Strummer And The Mescaleros
- John K. Samson
- Joyce Manor
- Justin Courtney Pierre
- The Lawrence Arms
- Letlive
- Matchbook Romance
- Millencolin
- Motion City Soundtrack
- Now And On Earth
- Obey The Brave
- Off With Their Heads
- Operation Ivy
- Parkway Drive
- Pennywise
- Pianos Become The Teeth
- Plague Vendor
- Propagandhi
- Quicksand
- Raised Fist
- Rancid
- Refused
- Remo Drive
- Retox
- Roll The Tanks
- Saosin
- Save Face
- Saywecanfly
- Shy Kidx
- Sleepwave
- Social Distortion
- Summer Salt

- Teenage Wrist
- The Blood Brothers
- The Frights
- The Garden
- The Interrupters
- The Menzingers
- The Offspring
- The Sidekicks
- The World Is A Beautiful Place & I Am No Longer Afraid To Die
- This Wild Life
- Thrice
- Too Close To Touch
- Touché Amoré
- Transplants
- The Weakerthans
- Weezer

## Ex
- 1208
- 59 Times The Pain
- 98 Minute
- Agnostic Front
- Alesana
- All
- Sleeping with Sirens
- Tim Armstrong